# فرودگاه راکتون
فرودگاه راکتون (به انگلیسی: Rockton Airport) یک فرودگاه خصوصی است که یک باند فرود چمن دارد و طول باند آن ۷۴۵ متر است. این فرودگاه در کشور کانادا قرار دارد و در ارتفاع ۲۵۸ متری از سطح دریا واقع شده است.